# Miri (Star Trek)
"Miri" és el vuitè episodi de la primera temporada de la sèrie de televisió de ciència-ficció estatunidenca Star Trek. Escrit per Adrian Spies i dirigit per Vincent McEveety, es va emetre per primera vegada el 27 d'octubre de 1966.
A l'episodi, la Enterprise descobreix un duplicat exacte de la Terra, on els únics supervivents d'una pesta mortal provocada per l'home són alguns dels fills del planeta.

## Argument
El USS Enterprise respon una trucada de socors. Utilitzant els instruments de la nau, Spock mesura el planeta i determina les seves dimensions. Té una circumferència de 24.874 milles.
Un grup de desembarcament del Capità Kirk, primer oficial Spock, el cap mèdic Dr. McCoy, el contramestre Janice Rand i dos membres del personal de seguretat troben que s'assembla a una Terra abandonada a l'estil dels anys 60. Són atacats per un home desfigurat, que té una convulsió i mor després que Kirk l'ha colpejat mentre intentava defensar-lo. Els sorolls atrauen el grup d'aterratge cap a un edifici abandonat. Descobreixen una adolescent anomenada Miri, que va fugir d'ells perquè els "grups" ("adults") van matar i van mantenir els nens al planeta abans de morir. Ella i els seus amics són "únics", els únics que queden. La trucada de socors es remunta a un senyal automatitzat.
El grup d'aterratge, excepte en Spock, nota lesions morades als seus cossos; La Miri els diu que aquests són els primers signes de la malaltia que ha infectat el planeta i aviat es convertiran en com els altres adults. El grup troba un laboratori d'investigació mèdica i busca a través de documents pistes sobre la malaltia, descobrint que és un efecte secundari d'un experiment d'extensió de la vida, que afecta els que han arribat a la pubertat; La mort segueix un breu període de bogeria violenta. En realitat, els "nens" tenen més de 300 anys, envelleixen un mes cada segle, però mostren la maduresa mental i emocional de la seva edat biològica, en lloc de la seva edat real. Quan comença la malaltia, les víctimes tenen set dies de vida. Encara que Spock és aparentment immune, es considera un portador que podria infectar l' Enterprise si torna.
Kirk utilitza el seu encant a la Miri per persuadir-la perquè el mostri als altres nens. No obstant això, desconfiats dels "grups", es dispersen quan Kirk i Miri s'acosten al seu amagatall. Jahn, un nen més gran i el líder dels nens, roba els comunicadors del grup d'aterratge, cosa que fa que la recerca d'una cura per part de McCoy sigui impossible sense els ordinadors de l'Enterprise. Quan la contramestre Rand entra en pànic davant el seu destí imminent i Kirk la consola, una Miri gelosa fuig i planeja amb els seus amics per segrestar Rand.
McCoy descobreix una possible vacuna per a la malaltia, però sense la capacitat de comprovar la dosi amb els ordinadors del vaixell, la vacuna pot matar el pacient. Kirk li diu a la Miri que tots contrauran la malaltia si no l'ajuden a trobar una cura. En adonar-se que ella mateixa està infectada, la Miri porta en Kirk a on està detinguda Rand. A instància de Jahn, els nens pul·lulen i s'uneixen a Kirk. Aleshores, un Kirk ferit i sagnant, enfadat, demana als nens que pensin en el més petit d'ells, que es veurà indefens quan els més grans hagin mort. Assenyala que els seus avituallaments s'esgoten; els nens moriran de gana d'aquí a sis mesos. Convençut, Jahn torna els comunicadors a Kirk. Reuneix els nens i torna al laboratori, però McCoy, desesperat, ja s'ha injectat una dosi de la vacuna. Les llagues del metge s'esvaeixen, confirmant l'eficàcia de la cura.
De tornada a l' Enterprise, després de vacunar a tothom i deixar els nens a càrrec d'un equip mèdic, Kirk demana professors i assessors per ajudar els nens a millorar les seves vides.

## Repartiment i doblatge al català
La sèrie va ser doblada al català pels estudis Tecni-3 (primera part) i Diálogo (segona part) i emesa a TV3 l’any 1989. Els dobladors de l'episodi foren:
| Personatge                | Actor/actriu       | Veu en català                      |
| ------------------------- | ------------------ | ---------------------------------- |
| James T. Kirk             | William Shatner    | Jordi Boixaderas                   |
| Spock                     | Leonard Nimoy      | Isidre Sola i Llop                 |
| Montgomery Scott 'Scotty' | James Doohan       | Joan Carles Gustems Domènec Farell |
| Hikaru Sulu               | George Takei       | Jaume Nadal Enric Cusí             |
| Nyota Uhura               | Nichelle Nichols   | Glòria Roig Azucena Díaz           |
| Janice Rand               | Grace Lee Whitney  | Mercè Arànega                      |
| Miri                      | Kim Darby          | Núria Domènech                     |
| Jahn                      | Michael J. Pollard | Pep Sais                           |
| Amic de Jahn              | Keith Taylor       | Roger Pera                         |
| Tinent John Farrell       | Jim Goodwin        | Albert Mieza                       |

## Recepció
Zack Handlen de The A.V. Club va donar a l'episodi una qualificació A−, descrivint l'ús dels nens com a antagonistes com un dels "girs més intel·ligents" del guió. Handlen va considerar que la sensació d'amenaça es va mantenir durant tot el temps, ja que, tot i que el públic sabia que la tripulació no moriria, "ells no ho saben."

## Prohibició de la BBC
Després de la primera projecció de "Miri" a la televisió britànica el desembre de 1970, la BBC va rebre una sèrie de queixes pel que fa al contingut de l'episodi. La quantitat i la naturalesa de les queixes mai es van fer públiques.
Durant les dècades de 1970 i 1980, la BBC va decidir no incloure l'episodi en repeticions de Star Trek. També es van excloure altres tres episodis de la sèrie: "Els fillastres de Plató", "Empatia", i "Qui Déu destrueixi...".
Els fans que escrivien a la BBC per queixar-se de la prohibició durant la repetició de l'espectacle a mitjans dels anys vuitanta, la seva cinquena vegada, va rebre una resposta estàndard: "No hi ha plans per projectar els quatre episodis perquè creiem que tracten de manera més desagradable els temes ja desagradables de la bogeria, la tortura, el sadisme i la malaltia. Apreciareu que cal tenir en compte això dels nombrosos i entusiastes seguidors de Star Trek, molts són joves que veurien el programa sense importar l'hora del dia que s'inclogui la sèrie a la programació". No obstant això, finalment es va aixecar la prohibició per a la següent projecció de la sèrie de la BBC a principis de la dècada de 1990. El 2020 també es va mostrar a Gran Bretanya al Horror Channel.

## Producció
Els exteriors planetaris es van rodar al plató utilitzat per a la sèrie de Desilu The Andy Griffith Show, part del que originalment s'havia conegut com a RKO Forty Acres a Culver City que havia estat adquirida per Desilu.
A part de les estrelles convidades Kim Darby (19 anys) i Michael J. Pollard (27 anys), diversos dels nens del món de la Miri van ser retratats per familiars del repartiment i de l'equip de Trek. Entre elles hi havia les filles de William Shatner, Lisabeth i Melanie, el fill de Grace Lee Whitney, Scott, el fill de Vincent McEveety, Steven, i les filles de Gene Roddenberry, Darleen i Dawn. Dos més, Phil i Iona Morris, fills de l'actor Mission Impossible Greg Morris , més tard també va aparèixer en programes posteriors de Star Trek.
Aquest va ser el primer paper televisiu de l'actriu infantil Kellie Flanagan. Va interpretar la noia rossa dempeus a la taula de l'escola. Entre les preses, la seva agent, Dorothy Day Otis, li va fer arribar una línia durant l'escena, cosa que va fer que Flanagan rebé la seva targeta SAG.
Un altre dels actors que interpretaven els nens, John Megna, havia interpretat Charles Baker "Dill" Harris a To Kill a Mockingbird el 1962.
"Miri" va ser el primer episodi que va comptar amb David L. Ross, un membre habitual de l'repartiment de fons com el tinent Galloway, un dels pocs grups bàsics d'extres que van tenir línies parlants al llarg de la sèrie.